# Khỉ cổ bạc
Khỉ cổ bạc (danh pháp hai phần: Cercopithecus diana) là một loài khỉ Cựu thế giới được tìm thấy ở Tây Phi, từ Sierra Leone đến Côte d'Ivoire.
Khỉ cổ bạc dài từ 40 đến 55 cm, trừ đuôi của nó, đuôi có đường kính 3–4 cm đều nhau và dài 50–75 cm. Con trưởng thành cân nặng giữa kg 4-7. Cá thể khỉ cổ bạc có thể sống đến 20 năm.
Màu sắc nhìn chung là màu đen hoặc tối màu xám, nhưng có một cổ họng màu trắng, dải mày hình lưỡi liềm. Nách cũng màu trắng, và họ có một sọc trắng xuống đùi của chúng, trong khi lưng của bắp đùi và lưng của chúng thấp hơn màu hạt dẻ.
Giống như hầu hết các động vật linh trưởng, khỉ cổ bạc luôn có thể mang bệnh có thể được lây truyền cho con người, như bệnh sốt vàng da và bệnh lao, nhưng chúng không phải là loài mang bệnh quan trọng của các bệnh này. Loài này được coi là dễ bị tổn thương theo phân loại của IUCN cũng như của Cục Động vật hoang dã và Cá Hoa Kỳ, nguy hiểm chính đối với chúng là phá hủy môi trường sống (ngày nay chúng hầu như chỉ giới hạn đến các khu vực ven biển) và bị săn bắn.
Hai loài trước đây được coi là phân loài của khỉ cổ bạc gần đây đã được nâng lên tình trạng loài đầy đủ: con khỉ tây phi (C. roloway) được tìm thấy ở Côte d'Ivoire và Ghana, và khỉ Dryas (C. dryas) tìm thấy ở Cộng hòa Dân chủ Congo.